# Anthurium rivulare
Anthurium rivulare är en kallaväxtart som beskrevs av Luis Aloysius, Luigi Sodiro. Anthurium rivulare ingår i släktet Anthurium och familjen kallaväxter. Inga underarter finns listade.